# Wikstroemia
Wikstroemia är ett släkte av tibastväxter. Wikstroemia ingår i familjen tibastväxter.

## Bildgalleri

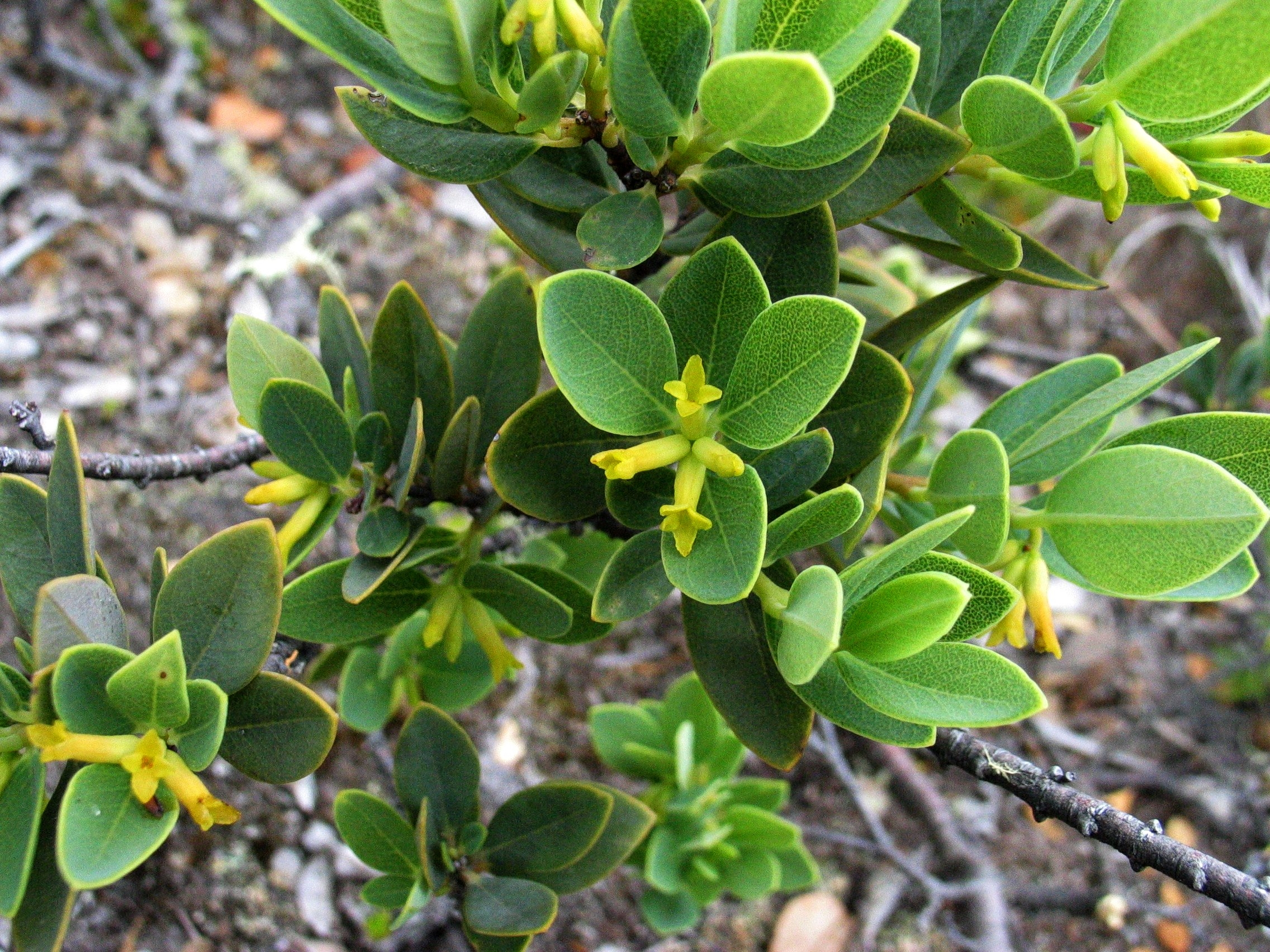
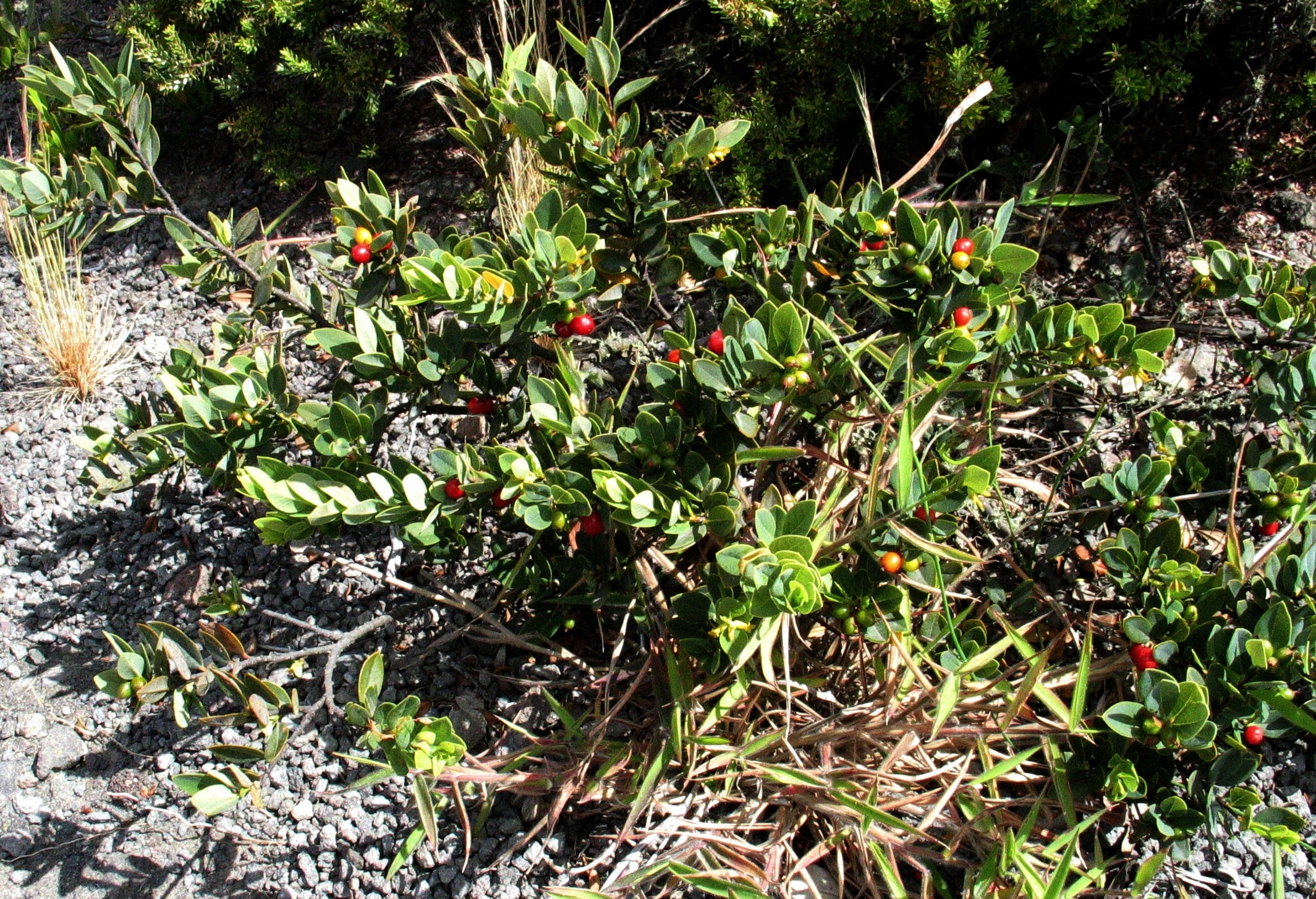
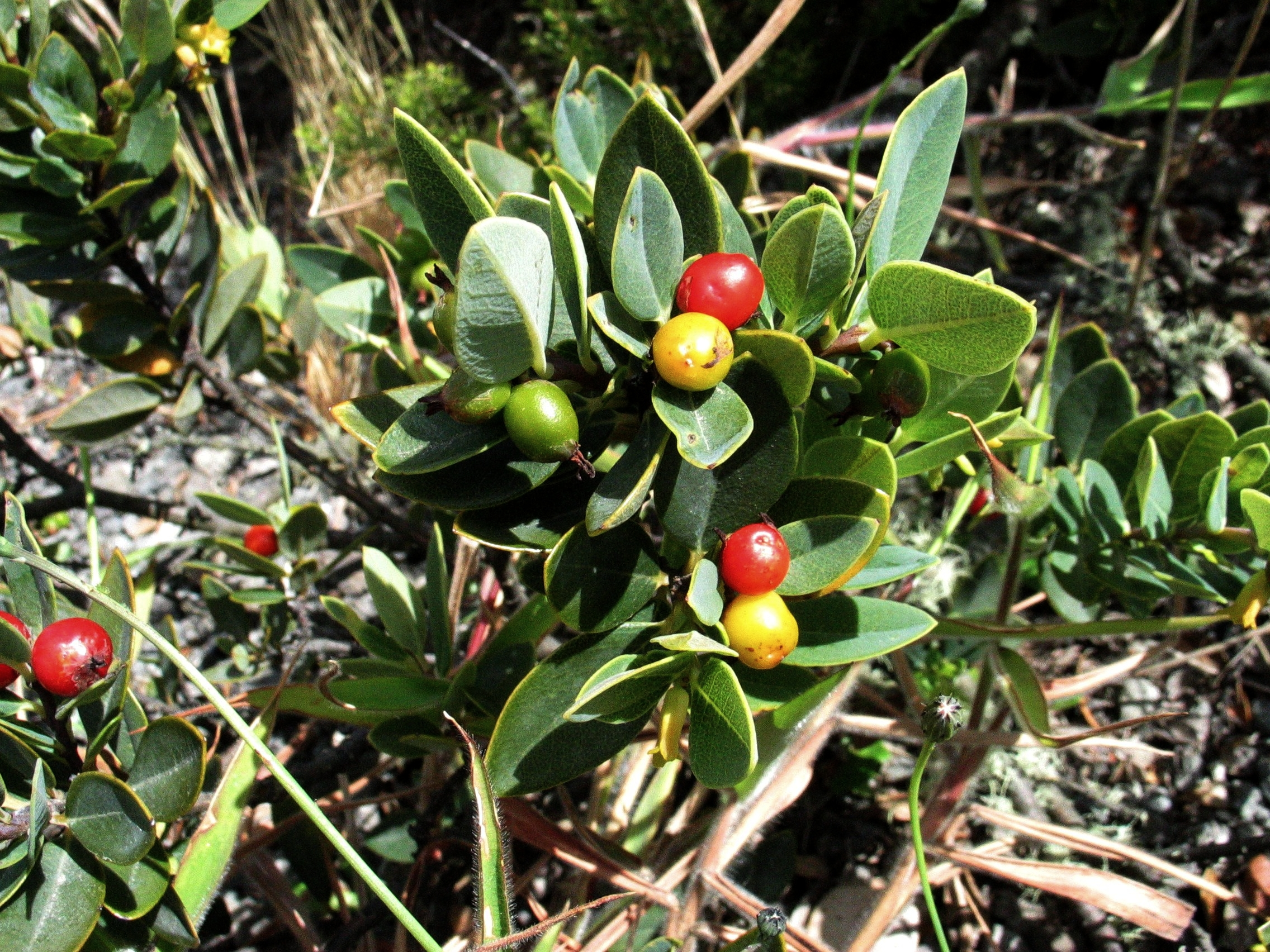
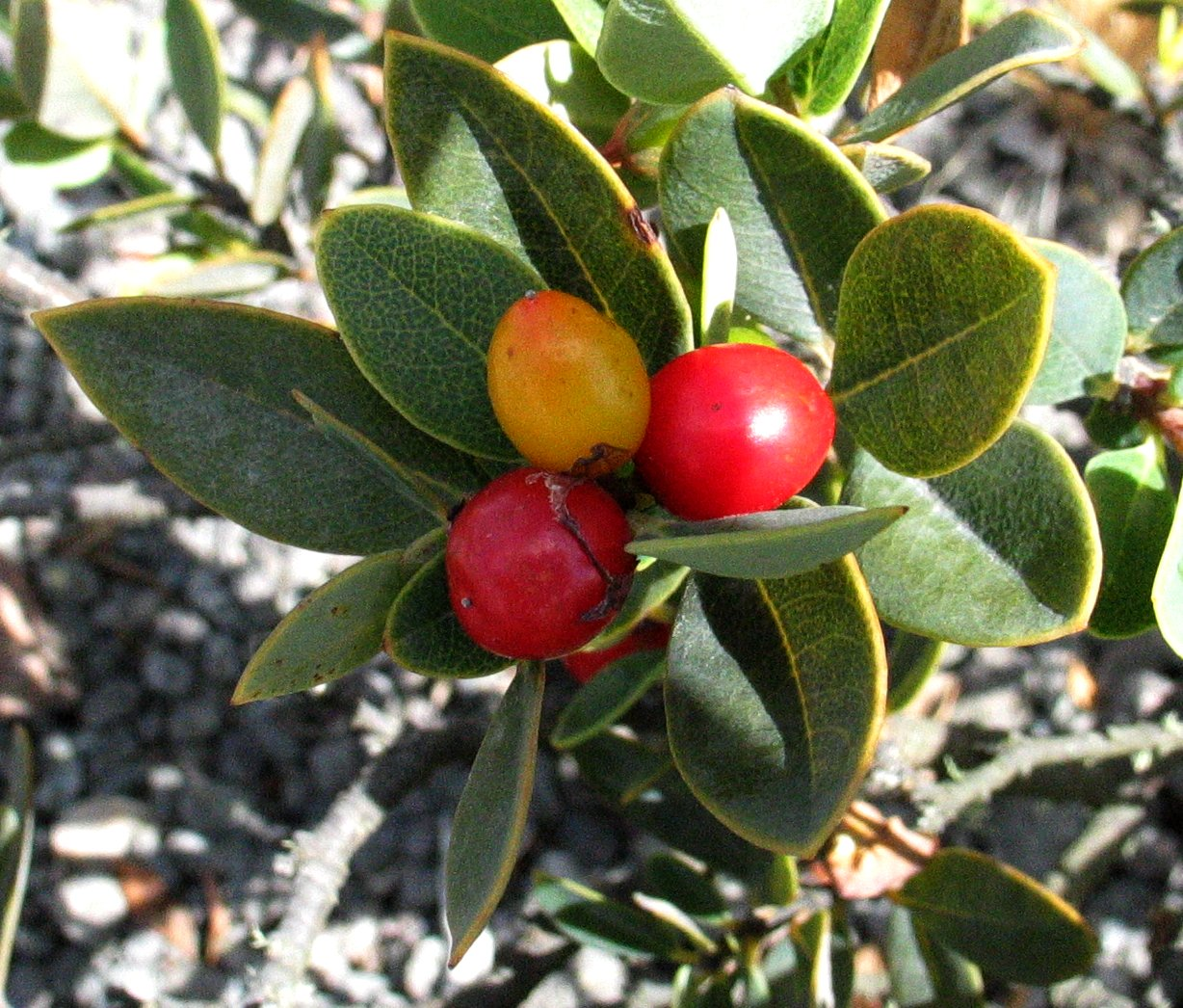
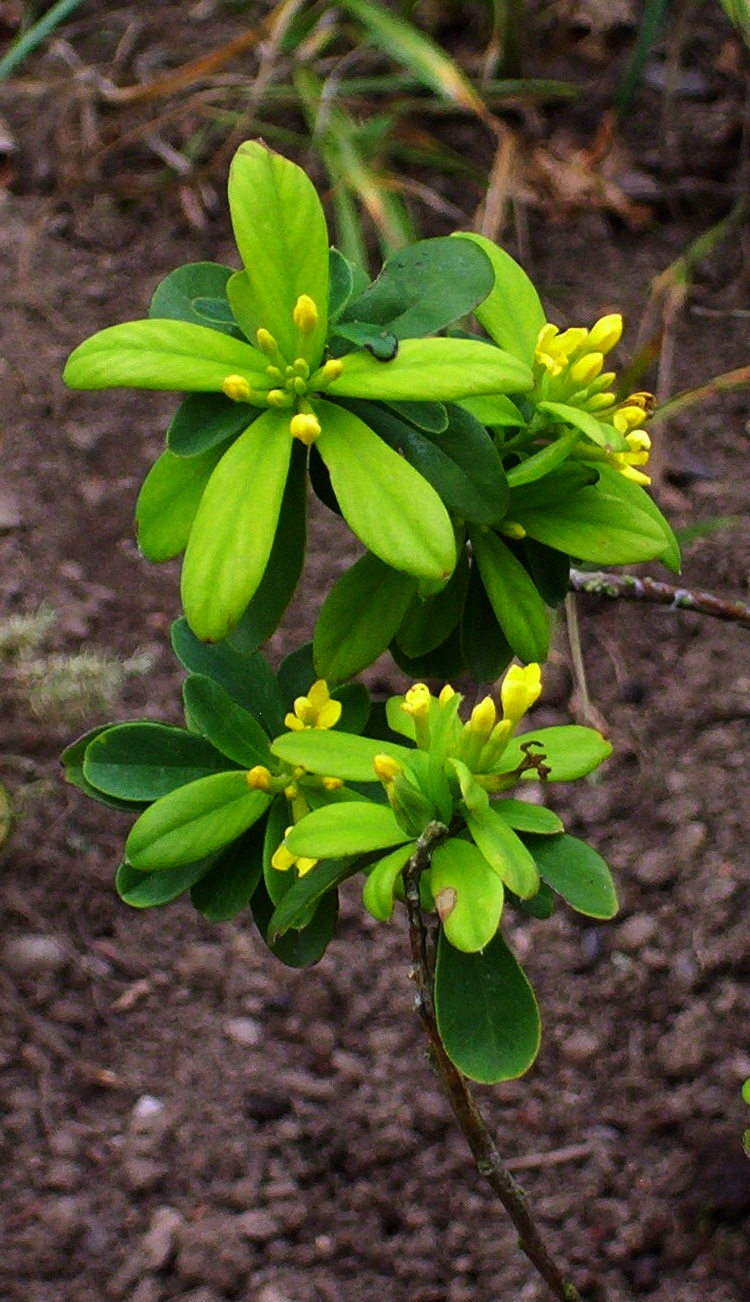
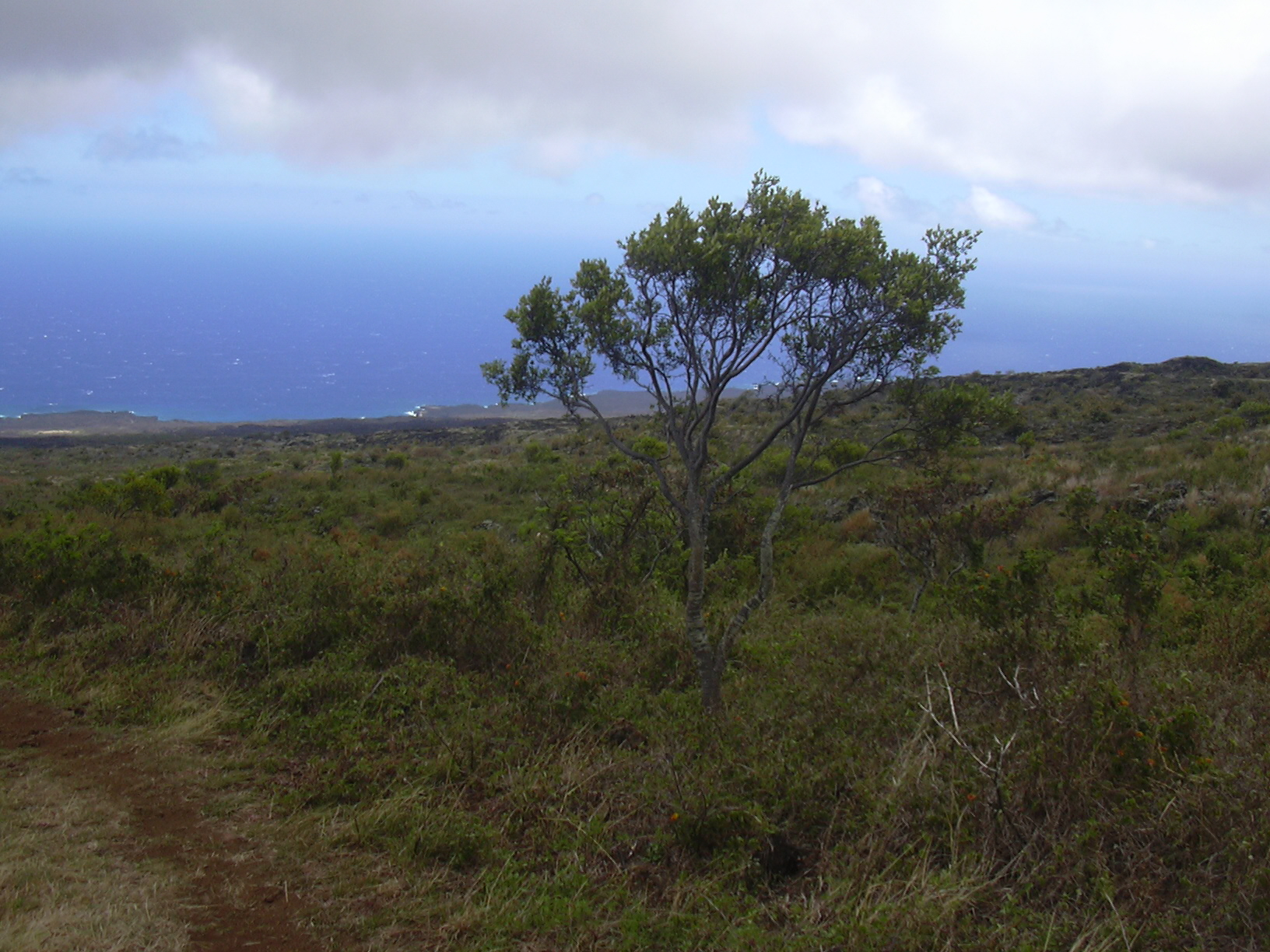

## Dottertaxa tillWikstroemia, i alfabetisk ordning[1]
- Wikstroemia albertii
- Wikstroemia albiflora
- Wikstroemia alternifolia
- Wikstroemia androsaemifolia
- Wikstroemia angustifolia
- Wikstroemia anhuiensis
- Wikstroemia australis
- Wikstroemia austrocochinchinensis
- Wikstroemia baimashanensis
- Wikstroemia bicornuta
- Wikstroemia brachyantha
- Wikstroemia canescens
- Wikstroemia capitata
- Wikstroemia capitatoracemosa
- Wikstroemia capitellata
- Wikstroemia chamaedaphne
- Wikstroemia chuii
- Wikstroemia cochlearifolia
- Wikstroemia delavayi
- Wikstroemia dolichantha
- Wikstroemia elliptica
- Wikstroemia fargesii
- Wikstroemia floribunda
- Wikstroemia foetida
- Wikstroemia forbesii
- Wikstroemia fuminensis
- Wikstroemia furcata
- Wikstroemia ganpi
- Wikstroemia glabra
- Wikstroemia gracilis
- Wikstroemia guanxianensis
- Wikstroemia hainanensis
- Wikstroemia hanalei
- Wikstroemia haoii
- Wikstroemia huidongensis
- Wikstroemia indica
- Wikstroemia jiulongensis
- Wikstroemia johnplewsii
- Wikstroemia kudoi
- Wikstroemia lamatsoensis
- Wikstroemia lanceolata
- Wikstroemia leptophylla
- Wikstroemia liangii
- Wikstroemia lichiangensis
- Wikstroemia ligustrina
- Wikstroemia linearifolia
- Wikstroemia linoides
- Wikstroemia longipaniculata
- Wikstroemia lungtzeensis
- Wikstroemia meyeniana
- Wikstroemia micrantha
- Wikstroemia monnula
- Wikstroemia mononectaria
- Wikstroemia monticola
- Wikstroemia nutans
- Wikstroemia oahuensis
- Wikstroemia ohsumiensis
- Wikstroemia ovata
- Wikstroemia pachyrachis
- Wikstroemia pampaninii
- Wikstroemia pauciflora
- Wikstroemia paxiana
- Wikstroemia phillyreifolia
- Wikstroemia phymatoglossa
- Wikstroemia pilosa
- Wikstroemia poilanei
- Wikstroemia polyantha
- Wikstroemia pseudoretusa
- Wikstroemia pulcherrima
- Wikstroemia raiateensis
- Wikstroemia reginaldi-farreri
- Wikstroemia retusa
- Wikstroemia ridleyi
- Wikstroemia sandwicensis
- Wikstroemia scytophylla
- Wikstroemia sericea
- Wikstroemia sikokiana
- Wikstroemia sinoparviflora
- Wikstroemia skottsbergiana
- Wikstroemia stenophylla
- Wikstroemia subcyclolepidota
- Wikstroemia taiwanensis
- Wikstroemia techinensis
- Wikstroemia tenuiramis
- Wikstroemia trichotoma
- Wikstroemia uva-ursi
- Wikstroemia venosa
- Wikstroemia villosa
- Wikstroemia yakushimensis